# Cin cin (film 1991)
Cin cin è un film del 1991 diretto da Gene Saks e interpretato da Julie Andrews e Marcello Mastroianni.

## Trama
Il marito di Pamela ha una relazione con la moglie di Cesareo e i due coniugi traditi uniscono le forze per risolvere la situazione. Gli ostacoli che incontrano sono diversi visto che lei è una riservata signora inglese e lui un italiano amante della baldoria e del buon vino.

## Distribuzione
Negli Stati Uniti il film è stato distribuito con il titolo A Fine Romance.